# Ferlys García
Ferlys Fernando García Duarte (Sabanalarga, Atlántico, Colombia; 23 de febrero de 2002) es un futbolista colombiano. Juega como delantero y actualmente milita en Alianza F.C. de la Categoría Primera A colombiana.

## Trayectoria

### Barranquilla FC
Debuta en 2018 con el Barranquilla en el Torneo de la B.

### Junior
Tras buenas actuaciones con el conjunto barranquillero, ascendió al tiburón para el segundo semestre del 2021, debutó en la fecha 1 en la derrota 3-1 frente al America.

## Selección nacional

### Torneos juveniles
Fue convocado para disputar el Campeonato sudamericano sub-17 camino al Mundial sub-17 que se disputaba en Brasil. Al final la selección no logró clasificar a la cita mundialista.
| Competición                            | Sede | Resultado    |
| -------------------------------------- | ---- | ------------ |
| Campeonato Sudamericano Sub-17 de 2019 | Perú | No clasificó |

## Clubes
| Club                   | País     | Año           |
| ---------------------- | -------- | ------------- |
| Barranquilla FC        | Colombia | 2018-2021     |
| Junior de Barranquilla | Colombia | 2021-presente |

## Estadísticas
| Club                         | Temporada     | Div.          | Liga  | Liga  | Copa  | Copa  | Internacional | Internacional | Total | Total |
| Club                         | Temporada     | Div.          | Part. | Goles | Part. | Goles | Part.         | Goles         | Part. | Goles |
| ---------------------------- | ------------- | ------------- | ----- | ----- | ----- | ----- | ------------- | ------------- | ----- | ----- |
| Barranquilla FC · Colombia   | 2018          | 2ª            | 3     | 0     | -     | -     | -             | -             | 3     | 0     |
| Barranquilla FC · Colombia   | 2019          | 2ª            | 9     | 0     | 2     | 0     | -             | -             | 11    | 0     |
| Barranquilla FC · Colombia   | 2020          | 2ª            | 10    | 1     | -     | -     | -             | -             | 10    | 1     |
| Barranquilla FC · Colombia   | 2021          | 2ª            | 10    | 2     | 3     | 2     | -             | -             | 13    | 4     |
| Barranquilla FC · Colombia   | 2022          | 2ª            | 12    | 2     | 1     | 0     | -             | -             | 13    | 2     |
| Barranquilla FC · Colombia   | Total club    | Total club    | 44    | 5     | 6     | 2     | 0             | 0             | 50    | 7     |
| Junior · Colombia            | 2021          | 1ª            | 5     | 0     | 1     | 0     | 1             | 0             | 7     | 0     |
| Junior · Colombia            | Total club    | Total club    | 5     | 0     | 1     | 0     | 1             | 0             | 7     | 0     |
| Alianza Petrolera · Colombia | 2022          | 1ª            | 1     | 0     | -     | -     | -             | -             | 1     | 0     |
| Alianza Petrolera · Colombia | 2023          | 1ª            | 8     | 1     | 1     | 0     | -             | -             | 9     | 1     |
| Alianza Petrolera · Colombia | Total club    | Total club    | 9     | 1     | 1     | 0     | 0             | 0             | 10    | 1     |
| Total carrera                | Total carrera | Total carrera | 58    | 6     | 8     | 2     | 1             | 0             | 67    | 8     |

- Datos: Q106884437